# フレドリク・アドルフ (エステルイェートランド公)

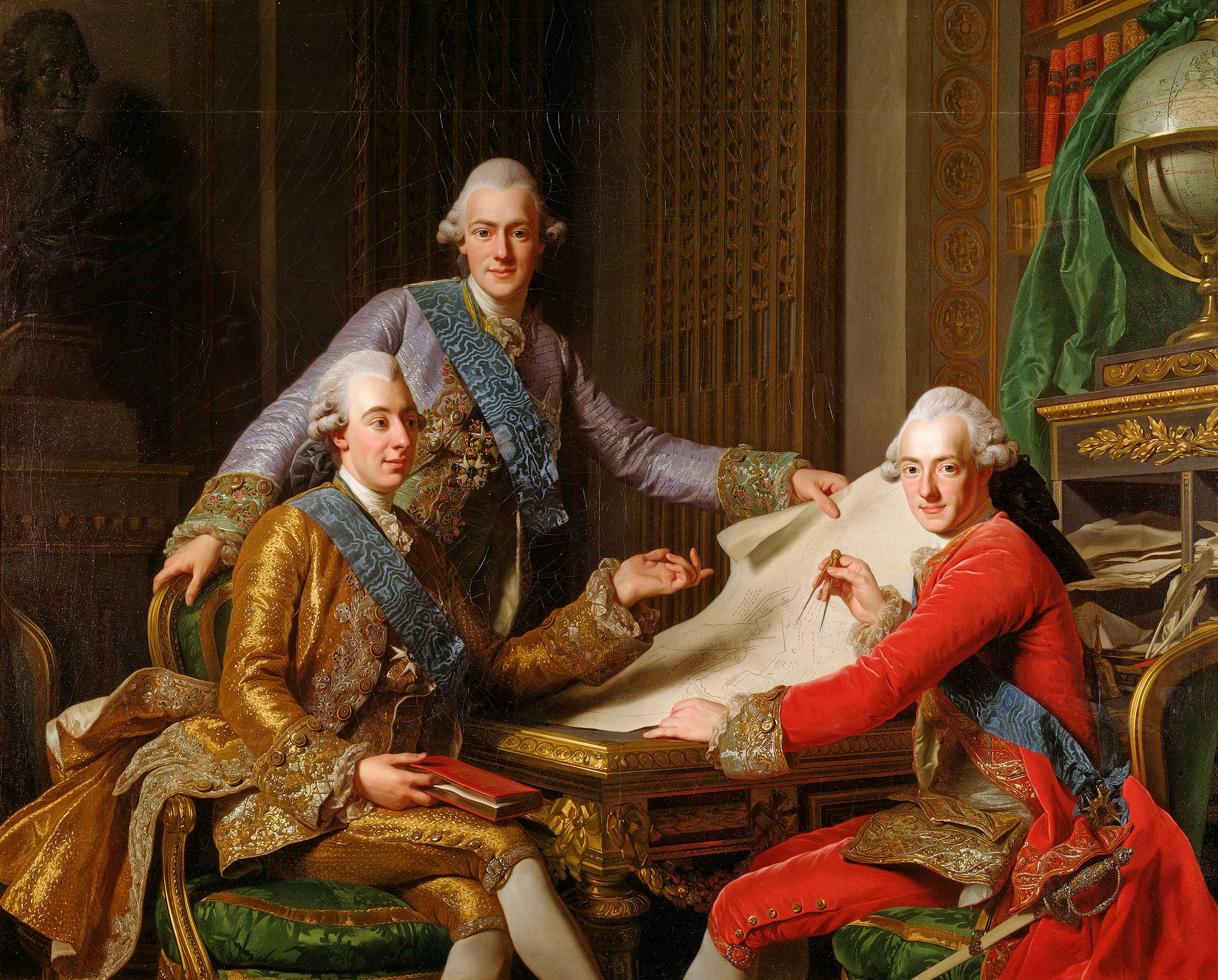
フレドリク・アドルフ（奥）と2人の兄、グスタフ3世（左）とカール13世（右）、1771年、アレクサンダー・ロスリン画

フレドリク・アドルフ（Fredrik Adolf, 1750年7月18日 - 1803年12月12日）は、スウェーデン王アドルフ・フレドリクとその妃でプロイセン王フリードリヒ2世の妹ルイーゼ・ウルリーケ（ロヴィーサ・ウルリカ）の間の三男、グスタフ3世、カール13世の弟。エステルイェートランド公（Hertig av Östergötland）の称号で呼ばれた。

## 生涯
フレドリク・アドルフは病弱で頑固な子供で、受けた教育も十分とは言えなかった。彼は「ヨーロッパで最も美しい王子」と謳われ、母親ロヴィーサ・ウルリカに溺愛され、甘やかされて、繊細で受動的な性格に成長した。妹のソフィア・アルベルティーナとは非常に仲が良かった。12歳の時に大佐の地位を、18歳のときには少将の地位を与えられている。1772年、フレドリクは長兄グスタフ3世によるクーデタに参加し、兄王からエステルイェートランド公の称号を与えられたものの、すぐにグスタフ3世の政敵の1人となった。1778年に生まれたグスタフ3世の長男グスタフ・アドルフ王太子（後のグスタフ4世アドルフ）が王の実子かどうか疑われたときも、母の味方をして王太子の出生を疑う側に回った。
次兄カール13世の妻ヘートヴィヒ・エリーザベト・シャルロッテは、義弟のフレドリク・アドルフについて、印象的な眼を持ち、非常に見目麗しく、穏やかな性格だと描写している。また、公的な装いをしている時は美貌が引き立つが、私生活での私服の趣味は悪いともしている。そして、フレドリクが女たちとの情事にばかりいそしまず、もっと男性と一緒に過ごすようにすれば、彼の思わせぶりな口調や軽口も矯正され、宮廷での地位も高まるだろう、と推察している。
フレドリク・アドルフは儀礼的な職務以外に何の政治的役割も与えられず、莫大な浪費や女優のエウフロシーネ・レフら大勢の女たちとの情事に耽る暮らしを送った。ただし、1788年から1790年にかけてのロシア・スウェーデン戦争には参加している。
フレドリク・アドルフは生涯独身で、儀式などでは妹のソフィア・アルベルティーナが妻代わりを務めた。フレドリクは何度か結婚しようとしたものの、いずれも実現しなかった。彼が最初に求婚したのは、ハンス・アクセル・フォン・フェルセン伯爵の従姉で、社交界の花形だったウーラ・フォン・ヘプケン男爵夫人だった。しかしヘプケン男爵夫人は既婚者であり、周囲は彼女のことを忘れさせるため、1770年にフレドリクをフランスへ送った。
1774年、フレドリクは今度はヘプケン男爵夫人の従妹で、フェルセンの妹であるソフィー・フォン・フェルセンに求婚した。ソフィーと父親のフレドリク・アクセル・フォン・フェルセン伯爵は、王子の兄グスタフ3世王やロヴィーサ・ウルリカ王太后の失寵をこうむることを恐れ、またソフィー自身がすでに婚約済みだったこともあって、求婚を断った。1776年、フレドリク・アドルフは今度はイタリアに送られ、ソフィーが結婚するまで同国に滞在した。
1778年から1795年にかけ、フレドリク・アドルフはバレエ・ダンサーのソフィー・ハーグマンと恋愛関係にあり、2人の関係は宮廷でも好意的に受け取られ、2人の間にはソフィア・フレドリカという娘も生まれた。1780年、フレドリクはハーグマンとの交際を一時的に絶った際、貴族女性のマルガレータ・ソフィア・ヴランゲルと婚約した。兄王グスタフ3世は弟に結婚の許可を与えたが、弟の気はすぐ変わるだろうと予測し、結婚を1年間待つようにと命じた。果たして、ヴランゲルがスコーネ地方で1年間を待っている間に、フレドリクはハーグマンとよりを戻していた。
ハーグマンとの関係が終わった後、フレドリク・アドルフは1797年にイギリス王女オーガスタ・ソフィアにプロポーズし、1801年にはクールラント公爵未亡人ドロテア・フォン・メデムにも求婚したが、いずれも断られた。フレドリクは1800年には健康上の理由からスウェーデンを出国してドイツ、次いでフランスに移った。そして1803年、モンペリエで死去した。